# ビルマリー・モヒカ
ビルマリー・モヒカ（Vilmarie Mojica、女性、1985年8月13日 - ）は、プエルトリコのバレーボール選手。ポジションはセッター。プエルトリコ代表。

## 来歴
2002年、プエルトリコ代表に初選出され、同年の世界選手権で代表デビューした。2008年から4年間、代表チームの主将を務め、北京五輪世界最終予選、世界選手権2010、ワールドグランプリなどに出場した。
北中米選手権では2007年、2009年大会でベストセッター賞を受賞した。2010-11シーズンにアゼルバイジャンリーグのVKバクー、2012-13シーズンにはイタリアセリエＡのGSOヴィッラ・コルテーゼでプレーした。

## 球歴
- 世界選手権 - 2002年、2006年、2010年
- ワールドグランプリ - 2009年、2010年、2012年、2013年、2014年

## 受賞歴
- 2007年 - 北中米選手権　ベストセッター賞
- 2009年 - 北中米選手権  ベストセッター賞

## 所属クラブ
- Pinkin de Corozal（2002-2010年）
- VKバクー（2010-2011年）
- Pinkin de Corozal（2012年）
- GSOヴィッラ・コルテーゼ（2012-2013年）
- Criollas de Caguas（2014-）